# Михнова, Ирина Борисовна
 Ирина Борисовна Михнова  (род. 30 августа 1951 года, г. Южно-Сахалинск) — библиотечный, культурный и общественный деятель, теоретик и практик библиотечного дела, Заслуженный работник культуры Российской Федерации, кандидат педагогических наук, директор Российской государственной библиотеки для молодежи, вице-президент Российской библиотечной ассоциации. А также член Союза журналистов СССР, член Совета при Президенте Российской Федерации по русскому языку, член координационного совета по развитию добровольчества при Общественной палате Российской Федерации, член Гильдии маркетологов.

## Биография
В 1972 году окончила Сахалинский государственный педагогический институт по специальности «Русский язык и литература». После окончания вуза работала литературным сотрудником Бюро пропаганды художественной литературы Сахалинской писательской организации. В 1978 году стала членом Союза журналистов СССР.
Переехав в Москву в 1979 году, работала в Государственной республиканской юношеской библиотеке им. 50-летия ВЛКСМ (1980—1994 гг.) — сначала заведующим редакционно-издательским отделом, а с 1989 года — после защиты диссертации — главным библиотекарем отдела социологических исследований. В 1989 году в Московском государственном институте культуры успешно защитила кандидатское диссертационное исследование по теме «Теоретические предпосылки и методика формирования ядра юношеского чтения художественной литературы». Окончила специальный факультет по переподготовке кадров МИПК при Российской экономической академии им. Г. В. Плеханова по специальности «маркетинг» (1991—1992 г.)
С 1992 по 1996 год И. Б. Михнова являлась учредителем и генеральным директором Научно-внедренческого центра «Библиомаркет» — первой негосударственной организации в библиотечной сфере. По её инициативе были переведены и изданы первые в России книги по библиотечному маркетингу — «Основы маркетинга для библиотекарей, архивистов и документалистов: Руководство по преподаванию курса в высшей школе» Р.Савар (1992) и «Концепция маркетинга для публичных библиотек» П.Борхарда и др. (1993). Статья о возглавляемом И. Б. Михновой НВЦ «Библиомаркет» вошла в Российскую библиотечную энциклопедию (2007).
В 1994 году — по приглашению управления культуры Западного административного округа Москвы — создала на базе центральной библиотеки № 35 Централизованной библиотечной системы «Киевская» первый в Москве Центр деловой и социальной информации, а с 1996 года возглавила ЦБС «Киевская». На базе филиалов ЦБС «Киевская» были созданы первые в стране библиотечные информационные центры муниципального уровня: центр социальной и деловой информации (1996), компьютерная библиотека (1998 г.), центр информации в поддержку образования (1999 г.), публичный центр правовой информации (2000 г.) и др. В 2000 г. книга И. Б. Михновой «Библиотека как информационный центр для населения: проблемы и их решения» заняла первое место во Всероссийском конкурсе научных работ по библиотековедению.
И. Б. Михнова — инициатор создания и многолетний президент Межрегиональной ассоциации деловых библиотек (1997—2006). В 2002—2005 гг. И. Б. Михнова — руководитель проекта Министерства культуры РФ «Создание модельных публичных библиотек на селе», в рамках которого было создано 78 библиотек в 13 регионах России. В 2007 г. И. Б. Михнова была исполнительным директором пилотного проекта «Создание информационно-образовательных медиацентров для детей и юношества на базе детских и детско-юношеских публичных библиотек России», реализованного МОО «Межрегиональный центр библиотечного сотрудничества» при поддержке РАО «ЕЭС России». И. Б. Михнова была председателем оргкомитета первых в стране Всероссийских конкурсов сайтов публичных библиотек (2004, 2006, 2008, 2009 гг.), с 2003 г. она — руководитель общероссийского информационно-справочного портала «Library.ru», лауреата Всероссийского открытого интернет конкурса «Золотой сайт» (2005), с 2003 г. — руководитель общероссийского корпоративного проекта «Виртуальная справочно-информационной служба публичных библиотек »1-я виртуальная справка".
В течение трёх лет (1998—2001) — депутат муниципального собрания района Дорогомилово г. Москвы и председатель комиссии по информированию населения районного собрания.
С декабря 2006 года возглавляет Российскую государственную юношескую библиотеку (переименована в Российскую государственную библиотеку для молодежи приказом Министерства культуры РФ № 589 от 27 августа 2009 г.), являющуюся научным и информационно-консалтинговым центром для публичных библиотек страны по работе с молодыми пользователями.
Под руководством директора с 2013 года формируется Электронная библиотека «Молодежь России», с 2015 года издаётся Ежемесячная электронная газета "ТЕРРИТОРИЯ L"  , с 2019 года реализуется образовательный проект «Библиотечная школа цифровой грамотности».
И.Б. Михнова — автор Открытой авторской онлайн школы «Эффективная библиотека» (совместно с А. А. Пурником).
С 2021 г. является экспертом Президентского фонда культурных инициатив и наставником трека «Культура» конкурса управленцев «Лидеры России».

### Общественная деятельность
С 2008 по 2012 г. была членом Совета, а с 2012 г. является вице-президентом Российской библиотечной ассоциации (РБА). С 2007 года она также председатель Секции по библиотечному обслуживанию молодёжи РБА. С 2011 по 2017 годы И. Б. Михнова являлась представителем России в Постоянном комитете Секции детских и юношеских библиотек Международной федерации библиотечных ассоциаций (ИФЛА).
В 2014 г. избрана действительным членом Отделения библиотековедения Международной академии информатизации.
С июня 2014 г. она — член Совета при Президенте РФ по русскому языку.
С 2017 г. является членом Гильдии маркетологов.
С 2020 г. член координационного совета по развитию добровольчества при Общественной палате Российской Федерации.
И.Б. Михнова – один из учредителей (2021) Всероссийского общественного движения добровольцев в сфере культуры «Волонтёры культуры».

## Научная деятельность
И. Б. Михнова — разработчик инновационной программы и инвестиционных проектов для публичных библиотек России, создатель авторской школы библиотечного маркетинга в России.
Является автором ряда книг по проблемам и развитию библиотечного дела, имеет более 280 публикаций в российской и зарубежной профессиональной печати.

### Основные работы
- Михнова И. Б., Пурник А. В., Антонова О. И. Библиотека и бизнес. — М.: НВЦ «Библиомаркет», 1994. — 168 с.,
- Служба деловой информации в библиотеке: отечественная и зарубежная практика/Под ред. И. Б. Михновой. — М.: НВЦ «Библиомаркет», 1996. — 112 с.,
- Михнова И. Б., Цесарская Г. Л. Как сделать рекламу библиотеки: теория, методика, практика. — М.: НВЦ «Библиомаркет», 1996. — 220 с.,
- Библиотека. Население. Информация: Опыт публичных библиотек США /Ред.-сост. И. Б. Михнова. — М.: ЦБС «Киевская», 1998. — 178 с.,
- Деловые библиотеки России: от проектов к внедрению / Ред.-сост. И. Б. Михнова. — М.: ЦБС «Киевская», 1998. — 191 с.,
- Публичная библиотека — центр информации для населения, образования и бизнеса /Ред.-сост. И. Б. Михнова, И. Б. Успенский, К.Хайзер, Г. Л. Цесарская. — М.:МАДБ, 1999. — 176 с.,
- Михнова И. Б. Библиотека как информационный центр для населения: проблемы и их решения. — М.: Издательство «Либерея», 2000. — 128 с.,
- Михнова И. Б., Пурник А. А., Пурник А.В, Самохина М. М. Поручи поиск человеку: Виртуальные справочные службы в современных библиотеках /Под общей ред. И. Б. Михновой. — М.: ФАИР-ПРЕСС, 2005. — 304 с.
- Лучшие библиотечные программы с низким бюджетом для молодежи, подростков, детей /Науч. ред. и предисловие И. Б. Михновой. — Санкт-Петербург: Профессия, 2015. — 176 с.
- Михнова И. Б. Пространство возможностей. Заметки на полях библиотечного дела : сб. полемич. статей — М.: Рос. гос. б-ка для молодёжи, 2017. — 132 с., ил.
- Михнова И.Б., Пурник А.А. Эффективная библиотека: как обустроить библиотеку и сделать её нужной людям: практ. руководство. — М.: Рос. гос. б-ка для молодежи, 2018 — 432 с., ил.

### Статьи
- Мы живем на островах : (Писатели Сахалина - детям) [печатный текст] / Михнова, Ирина Борисовна, Автор (Author). - О литературе для детей: ежегодник. Вып. №20.- Л.: Детская литература, 1976 - С. 94 - 101.

## Личная жизнь
Муж — Александр Владиленович Пурник, сын Антон.

## Признание и награды
- Знак Министерства культуры Российской Федерации «За достижения в культуре» (приказ № 56 от 03.02.2000 г.)
- Лауреат Всероссийского конкурса научных работ по библиотековедению, библиографии и книговедению (2001)
- Благодарность Министра культуры РФ М. Е. Швыдкого (№ 921 от 29.08.2001 г.)
- Медаль Российской библиотечной ассоциации «За вклад в развитие библиотек» (2011)
- Почетная грамота Министерства культуры Российской Федерации (приказ № 1195-вн от 17.12.2009)
- Благодарность Федерального агентства по делам молодёжи (приказ от 22 ноября 2016 г. № 434).
- Почётное звание «Заслуженный работник культуры Российской Федерации» (Указ Президента РФ от 17 августа 2017 г. N 373 «О награждении государственными наградами Российской Федерации») За значительный вклад в развитие и поддержку молодёжных инициатив удостоена Благодарности Президента Российской Федерации (2019).